# Nemastomella bacillifera
Nemastomella bacillifera is een hooiwagen uit de familie aardhooiwagens (Nemastomatidae). De originele naamcombinatie (protoniem) was Nemastoma bacilliferum Simon, 1879. Een volgende naamrecombinatie werd gepubliceerd als Nemastomella bacillifera (Simon, 187) in Schönhofer 2013. Een junior subjectief synoniem is Nemastoma simoni Roewer 1914 in Dresco (1967). Een andere is Nemastoma formosum Roewer 1951 gesteld door Schönhofer (2013). 